# Atta texana
Atta texana är en myrart som först beskrevs av Buckley 1860.  Atta texana ingår i släktet Atta och familjen myror. Inga underarter finns listade.

## Bildgalleri

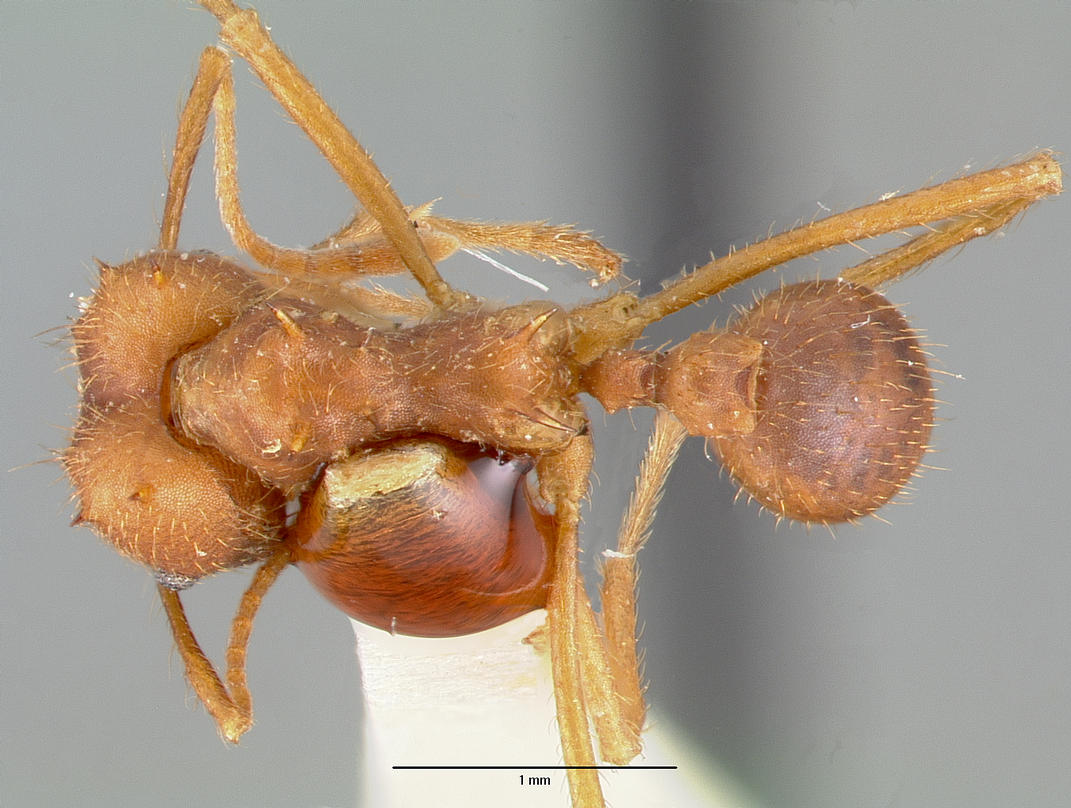
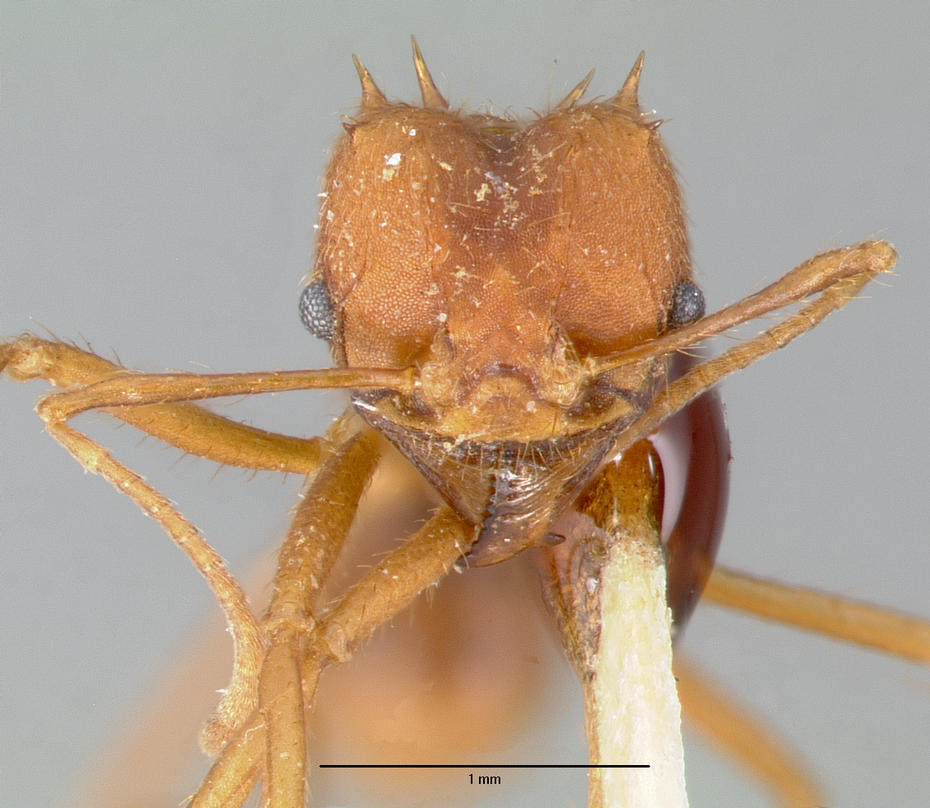
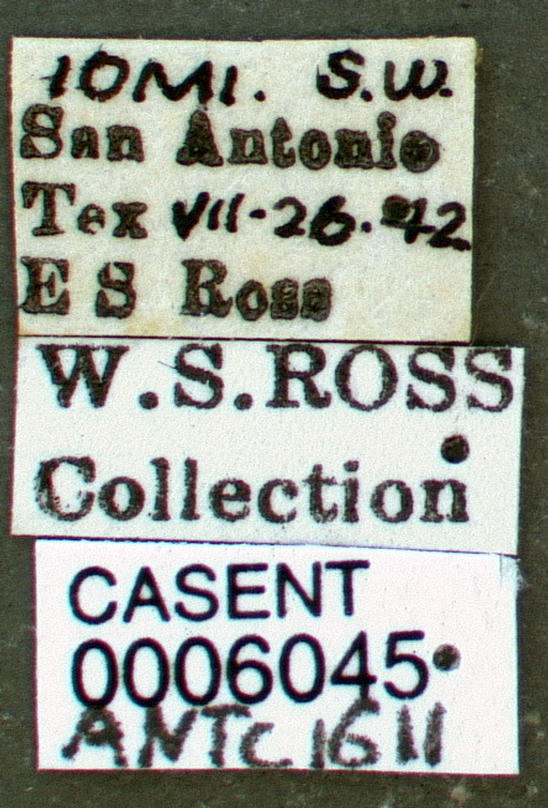
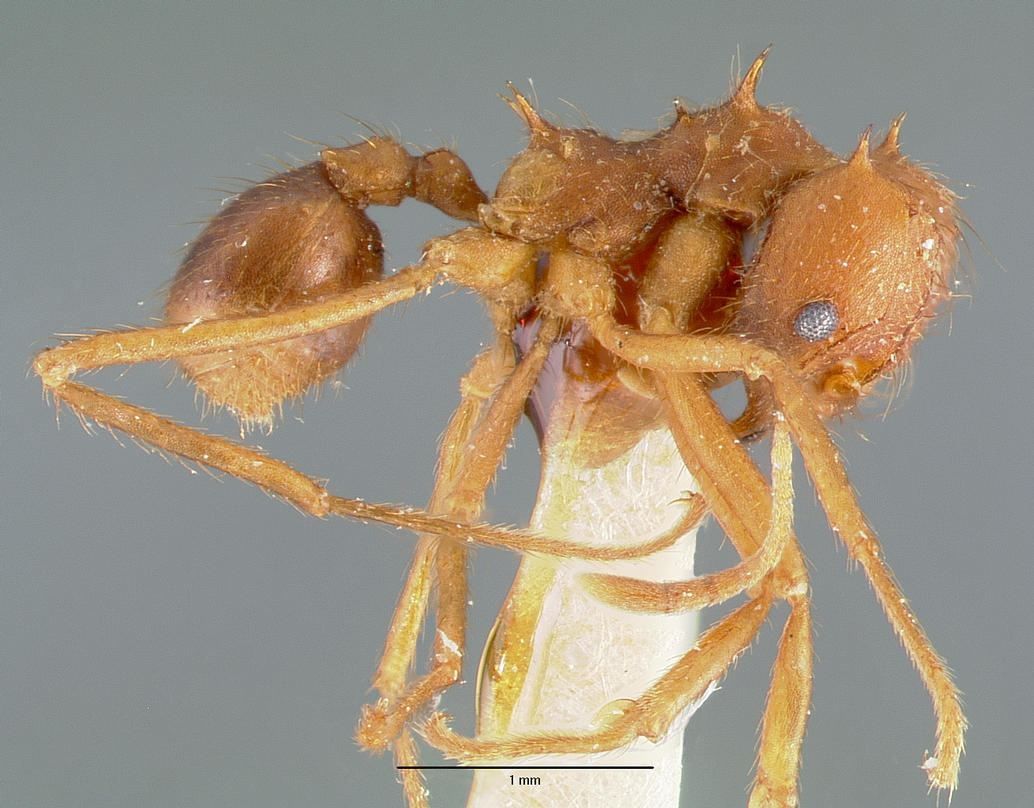
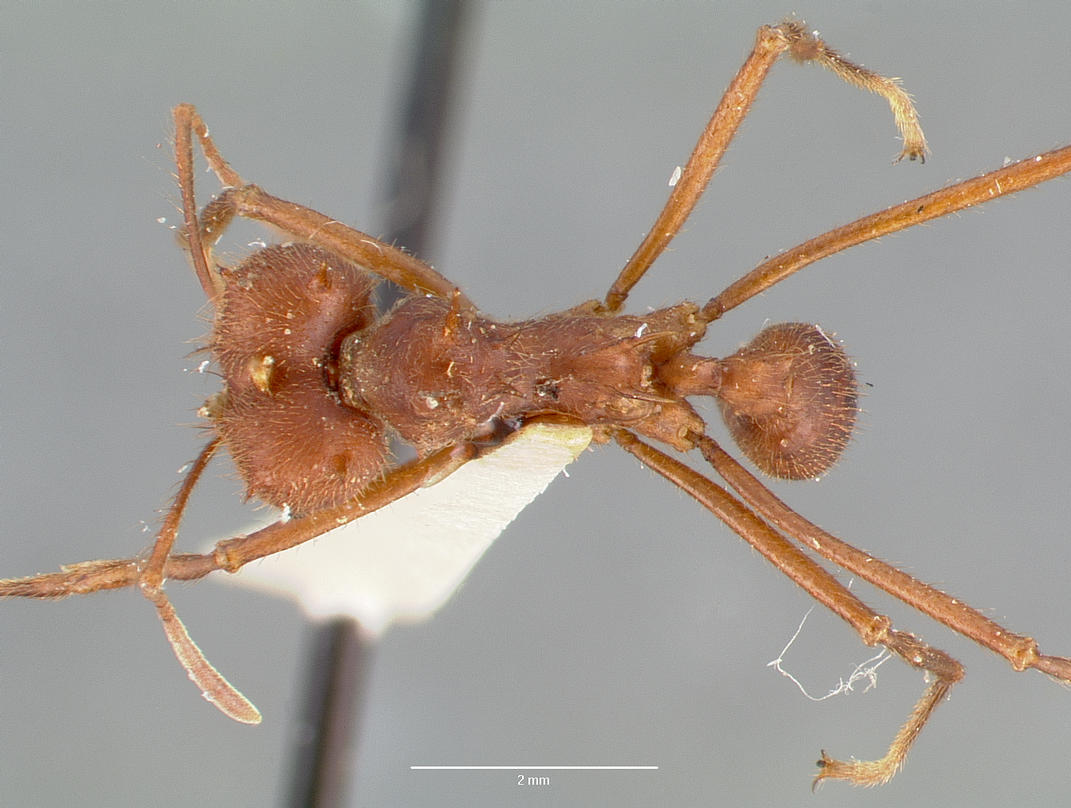
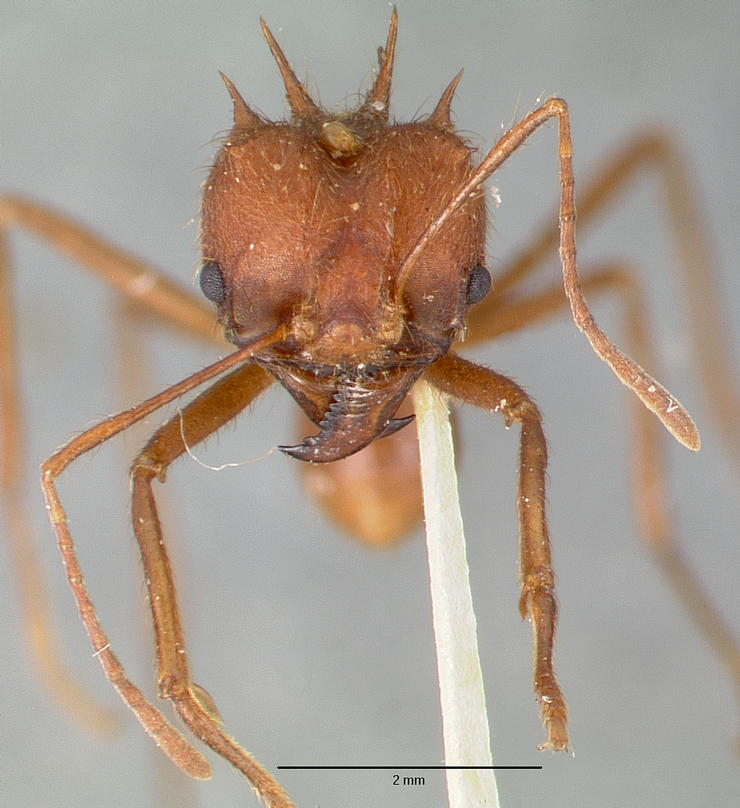